# Janez Škrabec
Janez Škrabec, slovenski podjetnik, funkcionar, predavatelj in mecen, 7. julij 1963
Najbolj je znan kot direktor gradbenega podjetja Riko in prapranečak jezikoslovca in slovenista patra Stanislava Škrabca. Je častni konzul Maroka.

## Zgodnje življenje
Osnovno šolo je zaključil v Ribnici, gimnazijo pa v Kočevju. Njegov oče je v Sovjetsko zvezo izvažal tehnološko opremo. Diplomiral je na Ekonomski fakulteti Univerze v Ljubljani. Dodatno se je izobraževal na Cleveland State University (ZDA), INSEAD Business School Fontainebleau (Francija) in na IEDC – Poslovni šoli Bled.

## Podjetništvo

### Poslovna kariera
Janez Škrabec je ustanovitelj in solastnik podjetij Riko, Riko Hiše in Riko Invest, ki so povezana v skupino Riko. Sodeloval je z oblikovalcem Philippom Starckom pri liniji hiš blagovne znamke P.A.T.H. (Prefabricated Accessible Technological Homes) by Starck with Riko.
Je tesen sodelavec Stojana Petriča, direktorja družbe Kolektor, ki je tudi pokroviteljica Ustanove patra Stanislava Škrabca. S svojimi družbami sta kandidirala za pridobitev poslov pri gradnji drugega tira in drugega predora Karavanke. Ne verjame v globalnost podjetij in sveta nasploh. Slovenijo vidi med obrtnostjo in industrijo.
Je prijatelj Rusije in Belorusije. Slednjo hvali kot prenovljeno in vzorno državo kljub tamkajšnjim kršitvah človekovih pravic. Belorusijo je Škrabec opisal kot svojo drugo domovino in trdil, da poskuša z Evropo deliti »resnico« o Belorusiji, dostopa do katere naj ne bi bilo v Evropi ter pohvalil »odsotnost korupcije« v njej. Osebno pozna Aleksandra Lukašenka, ki ga je leta 2004 tudi gostil na smučanju v Sloveniji. Od leta 2016 do 2021 je bil častni konzul Belorusije v Sloveniji. Ta naziv mu je bil po ruski invaziji na Ukrajino leta 2022, v kateri je sodelovala tudi Belorusija, odvzet. Po ruski agresiji je v nasprotju z mnogimi podjetji zavrnil umik z ruskega trga in vrnitev ruskih odlikovanj. Prav tako je ohranil posle v vpleteni Belorusiji, zaposlene v Minsku pa imenoval kot »dragocene za jutrišnje ukrajinske posle«. Škrabcev Riko je prek beloruske podružnice vpleten v kršitve sankcij EU.

### Mecenstvo
Je soustanovitelj in pokrovitelj Ustanove patra Stanislava Škrabca (ustanovljena leta 2003), ki podpira študente in raziskovalce slovenistike, slavistike, klasične filologije ter splošnega in primerjalnega jezikoslovja. Staro družinsko domačijo je prenovil v Škrabčevo domačijo, muzejsko-kulturno ustanovo, ki je bila nominirana za Evropski muzej leta 2004. Je član Lions Kluba Ljubljana Iliria.

### Govorništvo
Predava na okroglih mizah in konferencah, kot so Blejski strateški forum in CEEMAN. Je predsednik Slovenskega konzularnega zbora, bil je predsednik Slovensko-ruskega poslovnega sveta.

## Očitki o korupciji
Nasprotniki so ga označili za tajkuna Foruma 21. Leta 2016 so kriminalisti na sedežu podjetja Riko v Ljubljani opravili preiskavo zaradi suma storitve kaznivih dejanj pri projektu gradnje kanalizacije in čistilne naprave v več občinah v Zgornji dravski dolini. V Belorusiji je bil Škrabcev Riko obtožen podkupovanja namestnika ministra za energijo.

## Zasebno
Od leta 1994 je poročen s Sonjo Poljanšek Škrabec, bivšo športnico in lastnico športno-lepotnih salonov. Živita v Ljubljani.

## Nagrade in priznanja
- 2007 Nagrada za posebne dosežke v gospodarstvu, Finance[29]
- 2008 Nagrada za izjemne gospodarske in podjetniške uspehe 2007, GZS[30]
- Ribniški pušeljc 2008, nagrada prebivalcev Občine Ribnica za njegov doprinos k razvoju kraja in regije[navedi vir]
- 2009 Orden prijateljstva, odlikovanje predsednika Ruske federacije z najvišjim državniškim priznanjem[31]
- 2010 "Mecen leta", Finance[32]
- 2011 "Naj direktor" po izboru 40 novinarjev gospodarskih redakcij slovenskih medijev (finančni sejem Kapital)[33]
- 2015 3. najuglednejši slovenski direktor po raziskavi Ugled 2015 agencije Kline & Partner[34]
- 2017 "Manager leta" po izboru Združenja Manager Slovenije[35]
- 2019 Jubilejna medalja Belorusije za zastopanje in zaščito interesov Belorusije in njenih državljanov v tujini[13][12]